# 6730 Ikeda
6730 Ikeda eller 1992 BH är en asteroid i huvudbältet som upptäcktes den 24 januari 1992 av den japanska astronomen Takeshi Urata vid Nihondaira-observatoriet. Den är uppkallad efter den japanske astronomen Tetsuro Ikeda.
Asteroiden har en diameter på ungefär 9 kilometer och den tillhör asteroidgruppen Tirela.